# Protopanorpa elongata
Protopanorpa elongata  (лат.) — ископаемый вид скорпионниц рода Protopanorpa из семейства Permochoristidae. Один из древнейших представителей отряда скорпионницы. Обнаружен в пермских ископаемых останках (Россия, Архангельская область, Sheimo-gora на реке Сояна, Iva-Gora Beds Formation, роудский ярус, 270 млн лет). Длина заднего крыла 9 мм.
Включён в состав рода Protopanorpa Tillyard 1926 вместе с видами Protopanorpa permiana, P. media, P. longicubitalis, P. minuta, P. similis. Таксон Protopanorpa близок к родам скорпионниц Agetopanorpa, Gigantoageta, Mezena, Oochorista, Ovomezena, Parageta, Phipoides, Protopanorpa, Seniorita, Sinoagetopanorpa, Stigmarista, Tshekardopanorpa. Вид был впервые описан в 1932 году советским палеоэнтомологом Андреем Васильевичем Мартыновым (1879—1938) вместе с Agetopanorpa dubia, Petromantis maculipennis, Petromantis dubia и другими таксонами. Это один из древнейших видов скорпионниц и всех представителей отряда Mecoptera наряду с такими видами как Westphalomerope maryvonneae и Pseudomerope mareki.